# Francis Jeffrey
Francis Jeffrey, Lord Jeffrey (23 octobre 1773 – 26 janvier 1850) est un juge, député et critique littéraire écossais.

## Biographie

### Jeunesse et études
Francis Jeffrey est né à Édimbourg. Son père est George Jeffrey, greffier de la Court of Session, la cour suprême d'Écosse. Il étudie pendant six ans à la Royal High School (en) puis il va à l'Université de Glasgow de 1787 à mai 1789 et enfin au Queen's College d'Oxford de septembre 1791 à juin 1792.
Il commence à étudier le droit à Édimbourg avant d'aller à Oxford, et il retourne ensuite. Il devient membre de la Speculative Society (en), une société d'éloquence, où il peut se mesurer notamment à Sir Walter Scott, Lord Brougham, Francis Horner et Lord Kinnaird. Il est admis au barreau écossais en décembre 1794, mais, après avoir abandonné les principes conservateurs selon lesquels il avait été éduqué, il s'aperçoit que sa tendance politique Whig entrave ses perspectives de carrière juridique.

### Carrière de journaliste

#### Rédacteur en chef de l'Edinburgh Review

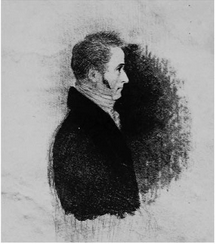
Francis Jeffrey, Lord Jeffrey par.

À la suite de son manque de succès au barreau, Francis Jeffrey va à Londres en 1798 pour s'essayer au journalisme mais il échoue dans sa recherche d'une situation salariée. Son mariage avec Catherine Wilson en 1801 rend la question d'un revenu stable plus pressante. Un projet d'une nouvelle revue, porté par Sydney Smith dans l'appartement de Jeffrey à Buccleuch Place avec Henry Brougham (futur Lord Brougham), Francis Horner et d'autres, conduit à la création de l'Edinburgh Review, le 10 octobre 1802.
À ses débuts, la Review n'a pas de rédacteur en chef. Les trois premiers numéros sont dirigés de fait par Sydney Smith. Après le départ pour Londres de ce dernier, le travail incombe principalement à Jeffrey, qui en accord avec l'éditeur Archibald Constable, est engagé comme rédacteur en chef avec un salaire fixe.
La plupart des personnes impliquées dans l'Edinburgh Review étaient des whigs. Cependant bien que le contenu de la Revue soit généralement orienté vers les réformes sociales et politiques, il était si peu un organe du parti qu’il comptait Sir Walter Scott parmi ses contributeurs. Aucun accent particulier n'a été mis sur ses tendances politiques jusqu'à la publication en 1808 d'un article de Jeffrey lui-même sur le texte de Don Pedro Cevallos on the French Usurpation of Spain. Cet article exprimait le désespoir du succès des armées britanniques en Espagne et Scott a immédiatement annulé son abonnement, le Quarterly ayant été lancé peu après.
Selon Lord Cockburn, l'effet du premier numéro de la Edinburgh Review était « électrique ». Les revues anglaises étaient à l'époque pratiquement des organes d'éditeurs, avec des articles d'écrivains informateurs chargés de respecter les intérêts des éditeurs. La Edinburgh Review, d’autre part, a recruté des collaborateurs brillants et indépendants, dirigés par le rédacteur en chef, et non par l’éditeur. Les contributeurs reçoivent seize guinées par feuillet (seize pages imprimées), puis vingt-cinq guinées dans bien des cas, au lieu des deux guinées gagnées par les critiques londoniens. La revue ne se limite pas à la critique littéraire mais devient l'organe accrédité de l'opinion publique modérée whig. L'œuvre commentée sert de point de départ à un article qui n'est que l'occasion d'exposer, de manière toujours brillante et incisive, les vues de l'auteur sur la politique, les thèmes sociaux, l'éthique ou la littérature. Ces principes généraux et la nouveauté de la méthode ont assuré le succès de l'entreprise même après la dispersion du cercle initial d'hommes exceptionnellement doués qui l'ont fondée. Sa diffusion est de 12 000 exemplaires. La direction de Jeffrey a duré environ vingt-six ans et a pris fin avec le quatre-vingt-dix-huitième numéro publié en juin 1829, date à laquelle il a démissionné en faveur de Macvey Napier.
Les contributions de Francis Jeffrey sont au nombre de deux cents, toutes écrites excepté six avant la démission de son poste de rédacteur en chef. Il écrit rapidement, à des moments de loisir occasionnels et avec peu de préparation spéciale. Une grande aisance et facilité de diction, une chaleur considérable d'imagination et un sentiment moral, ainsi qu'un sens aigu de découvrir toute bizarrerie de style ou violation des principes du bon goût, ont rendu ses critiques acerbes et efficaces. Mais l'étroitesse et la timidité essentielles de son point de vue général l'ont empêché de détecter et d'estimer les forces latentes, que ce soit en politique ou dans des domaines strictement intellectuels et moraux ; et ce manque de compréhension et de sympathie explique sa méfiance et son aversion pour la passion et la fantaisie de Shelley et de Keats, ainsi que pour son éloge de celui qui est timide et élégant romantique de Samuel Rogers et Thomas Campbell.
Une critique dans le seizième numéro de la Revue sur la moralité des poèmes de Thomas Moore conduit en 1806 à un duel opposant les deux auteurs à Chalk Farm. La police a mis fin à la procédure et le pistolet de Jeffrey ne contenait aucune balle. L’affaire a suscité une amitié chaleureuse et Moore a contribué à la Revue, tandis que Jeffrey a amplement corrigé ses erreurs dans un article ultérieur de 1817 sur Lalla Rookh (en).

### Carrière d'avocat et politique

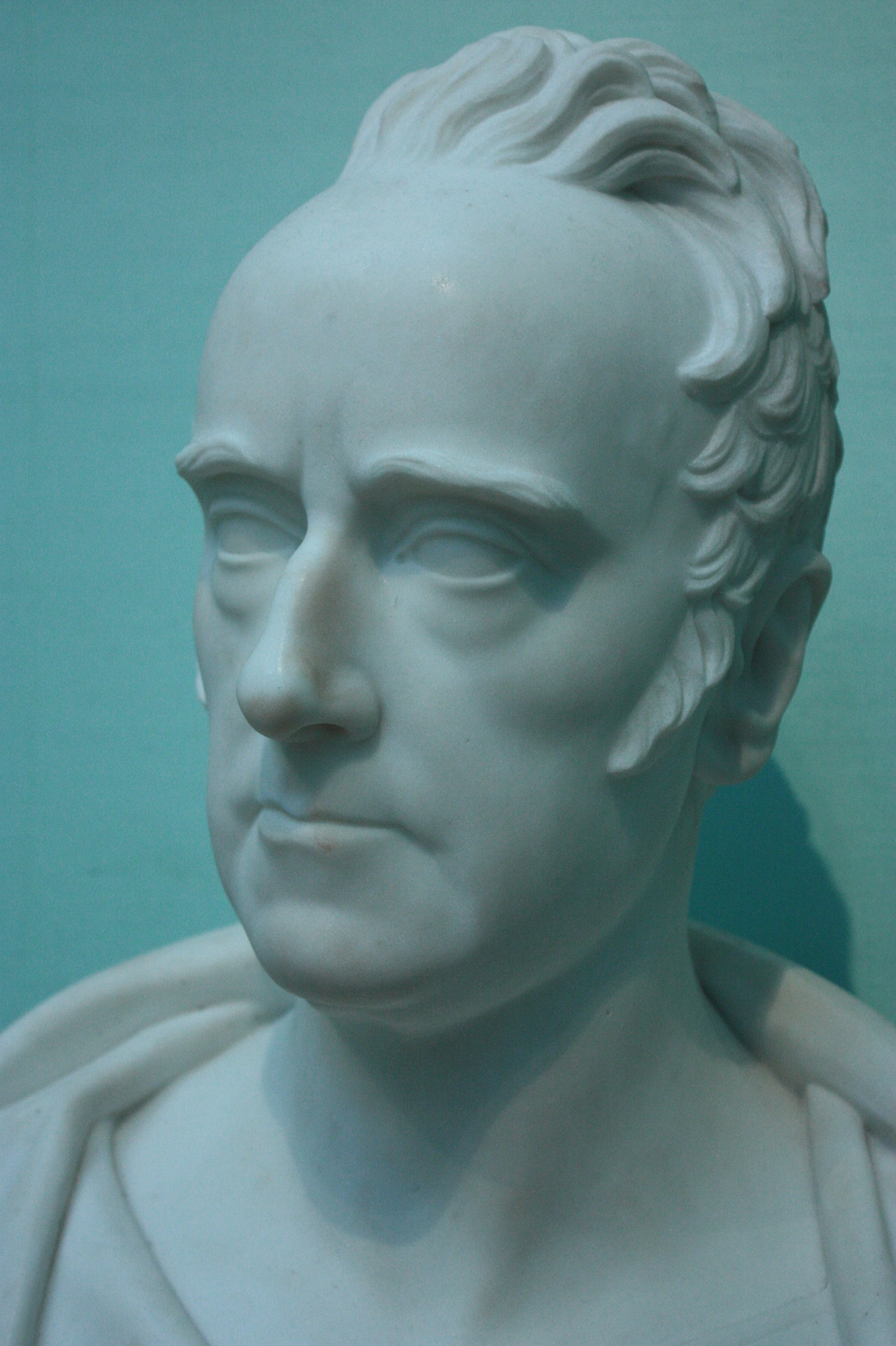
Francis Jeffrey par Patric Park, 1840, National Gallery, Londres

Malgré le succès grandissant de la Revue, Francis Jeffrey a continué de considérer le barreau comme le principal but de son ambition. Sa réputation littéraire a contribué à son avancement professionnel. Sa carrière s'étend rapidement aux tribunaux civils et pénaux et il se produit régulièrement devant l'assemblée générale de l'Église d'Écosse. En tant qu’avocat, sa perspicacité et sa rapidité d’information lui conféraient un avantage considérable en ce qui concerne la détection des faiblesses d’un témoin et des points vulnérables du cas de son adversaire, particulièrement devant un jury. Jeffrey a été élu à deux reprises, en 1820 et 1822, recteur de l'Université de Glasgow (en). En 1829, il est élu doyen de la faculté des avocats (en). Au retour des Whigs au pouvoir en 1830, il devint Lord Advocate et se présente au Parlement lors d'une élection partielle en janvier 1831 en tant que député de Perth burghs. L'élection a été annulée sur pétition et, en mars, il a été réélu lors d'une élection partielle de Malton, un arrondissement dans l'intérêt de Lord Fitzwilliam. Il a été réélu à Malton aux élections générales de mai 1831, mais a également été réélu au poste de gouverneur de Perth et a choisi de siéger à ses côtés. Après l'adoption du projet de loi sur la réforme écossaise, qu'il a présenté au Parlement, il est de retour à Édimbourg en décembre 1832. À cette époque, il vivait au 24 Moray Place, dans l'ouest de Édimbourg.
Sa carrière parlementaire, qui, sans avoir brillamment réussi, lui avait valu une grande estime générale, s’achève par son élévation à la Court of Session — cour suprême d'Écosse — en tant que Lord Jeffrey en mai 1834. En 1842, il fut transféré à la première division de la Cour de session. Sur le Schisme de 1843 de l'Église écossaise, il prit le parti des sécessionnistes, donnant un avis judiciaire en leur faveur, renversé ensuite par la Chambre des lords.

### Vie personnelle
L'épouse de Francis Jeffrey meurt en 1805, et en 1810 il s'éprend de Charlotte, fille de Charles Wilkes de New York, et petite-nièce de John Wilkes. Quand elle rentre aux États-Unis, Jeffrey la suit et l'épouse en 1813. Avant de rentrer en Écosse, ils visitent les principales villes américaines. Cette expérience le renforce dans son opinion conciliatrice à l'égard du pays.
Il meurt à Édimbourg et est enterré dans l'allée des Lords près du mur occidental du Dean Cemetery (en) à l'ouest de la ville.

## Publications
Certaines contributions de Francis Jeffrey à l'Edinburgh Review paraissent en quatre tomes en 1844 et 1845. Cette sélection comprend un essai sur la beauté écrit pour l'Encyclopædia Britannica. The Life of Lord Jeffrey, with a Selection from his Correspondence, par Henry Thomas Cockburn (en) paraît en 1852 en deux volumes.

## Hommages posthumes

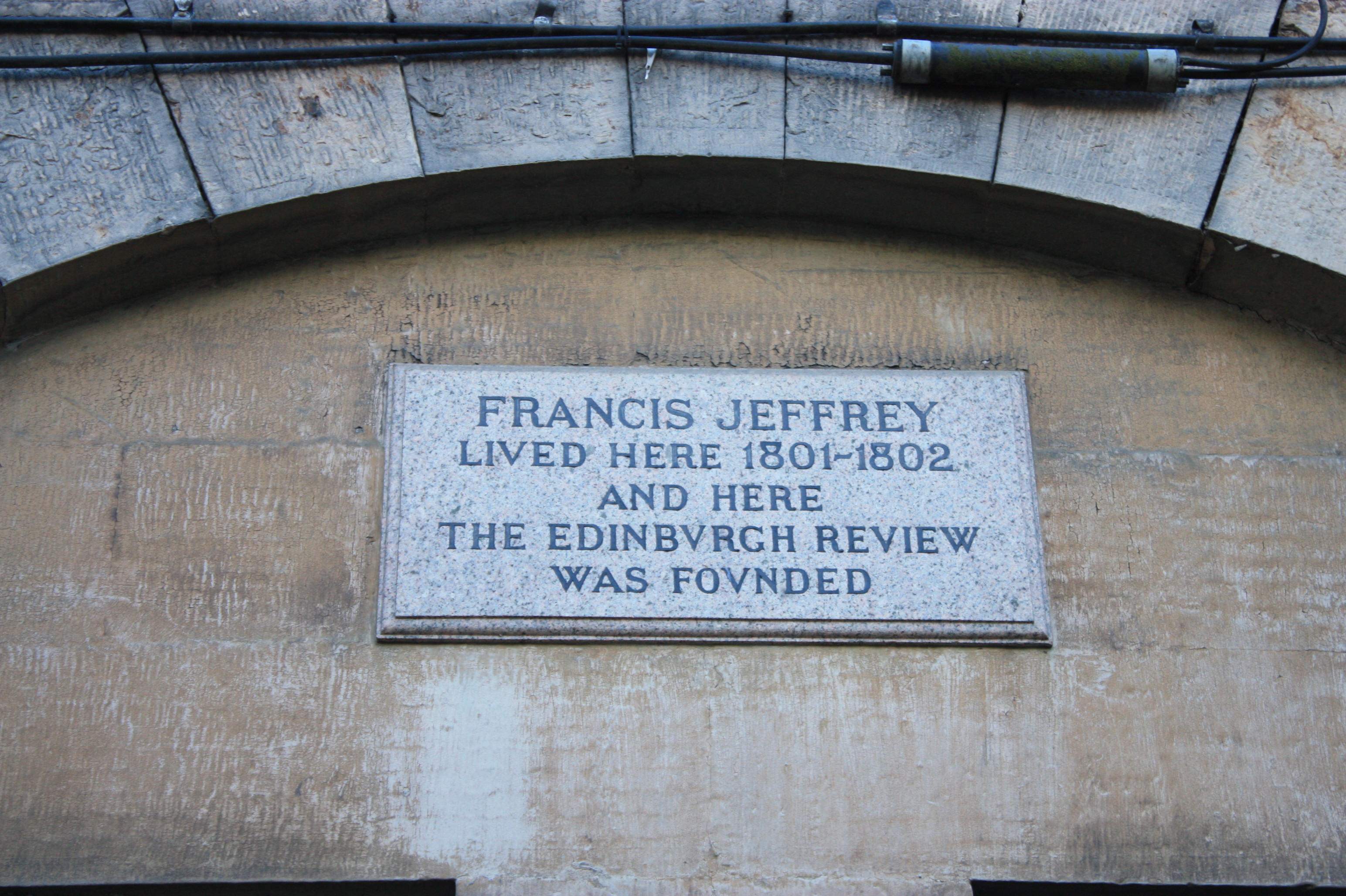
Plaque en hommage à Francis Jeffrey, 18 Buccleuch Place, Édimbourg

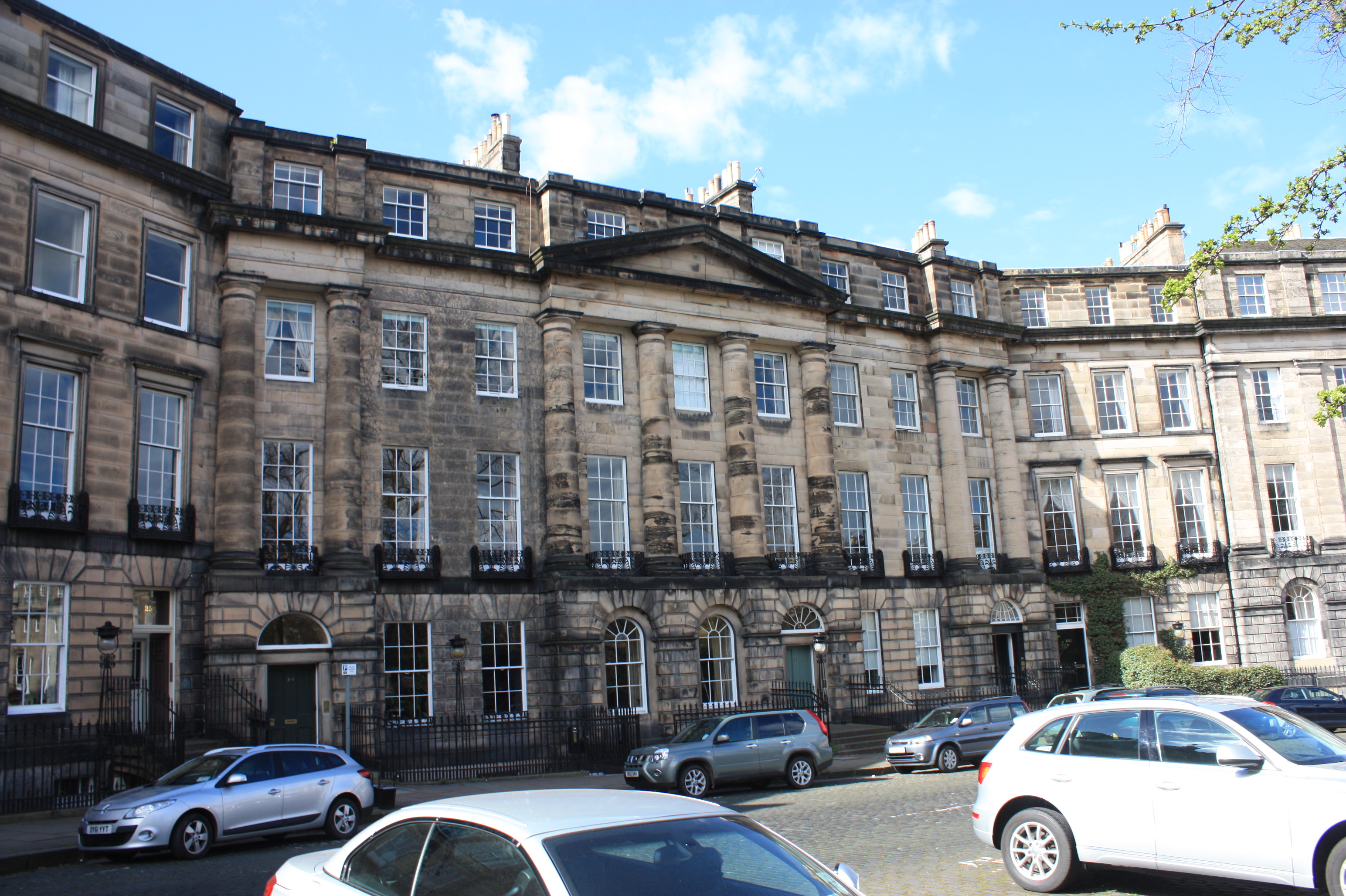
22 au 24 Moray Place à Édimbourg. Le 24, à gauche, était la maison de Lord Jeffrey

Jeffrey Street est une rue d'Édimbourg nommée en son honneur en 1868.
Un buste réalisé par Sir John Steell (en) est placé sur le mur est du parlement à Édimbourg.

## Famille
L'épouse de Francis Jeffrey, Catherine Wilson, meurt le 8 août 1805, âgée de 28 ans. Elle est enterrée au Greyfriars Kirkyard, tout comme son frère, John Jeffrey (1775-1848).
Sa sœur, Marian, épouse le Dr Thomas Brown of Lanfine and Waterhaughs (en) Membre de la Royal Society of Edinburgh en 1800.